# Пя Чан Себ
Пя Чан Себ (1907 год, Корея — дата смерти неизвестна) — звеньевой колхоза имени Ленина Средне-Чирчикского района Ташкентской области, Узбекская ССР. Герой Социалистического Труда (1949).

## Биография
Родился в 1907 году в крестьянской семье в Корее.
В 1916 году вместе с семьёй эмигрировал на российский Дальний Восток. С 1931 года трудился на кирпичном заводе в Спасске-Дальнем.
В 1937 году депортирован на спецпоселение в Ташкентскую область, Узбекская ССР. С 1937 года — рядовой колхозник колхоза имени Фрунзе Нижне-Чирчикского района, с 1941 года — рядовой колхозник колхоза, звеньевой рисоводческого звена колхоза имени Ленина (позднее — «Северный маяк») Средне-Чирчикского района.
В 1948 году звено Пя Чан Себа собрало в среднем с каждого гектара по 91,3 центнера риса на участке площадью 5 гектаров. Указом Президиума Верховного Совета СССР от 18 мая 1949 года удостоен звания Героя Социалистического Труда с вручением ордена Ленина и золотой медали «Серп и Молот».
Трудился в колхозе до выхода на пенсию в 1967 году. Персональный пенсионер союзного значения.
Дата смерти не установлена.
Награды
- Герой Социалистического Труда
- орден Ленина
- медаль «За доблестный труд в Великой Отечественной войне 1941—1945 гг.»